# Faith Erin Hicks
Faith Erin Hicks es una historietista y animadora canadiense que vive en Vancouver (Columbia Británica).
Ha creado varias novelas gráficas, tanto como autora única (como Zombies Calling! y Friends with Boys) como en colaboración (por ejemplo Nothing Could Possibly Go Wrong y Buffy: The High School Years), además de obras serializadas como Demonology 101 y The Adventures of Superhero Girl.

## Biografía
Después de estudiar animación en Sheridan College, Hicks ganó notoriedad con su webcómic de larga duración Demonology 101 (D101). Desde el inicio de Demonology 101, Hicks completó una serie derivada del personaje Sachs titulado A Distant Faith. También creó un cómic inspirado en películas de zombis llamado Zombies Calling, además del cómic distópico Ice (publicado originalmente en Modern Tales). Trabajó dibujando fondos para la serie animada George of the Jungle y creó Jenny’s Brothers, una tira cómica para The Chronicle Herald. Su serie de cómics original The Adventures of Superhero Girl se publicó semanalmente en el periódico gratuito local de Halifax The Coast, así como en su propio sitio web, y fue recopilada en un libro por Dark Horse Comics.
Su novela gráfica Friends with Boys fue publicada en febrero de 2012 por First Second Books. También fue ilustradora y coautora de la novela gráfica The Last of Us: American Dreams, junto a Neil Druckmann. El 30 de enero de 2014, se anunció que Hicks ilustraría la primera de dos novelas gráficas escritas por la autora de literatura infantil Rainbow Rowell. Este libro sería publicado como Pumpkinheads el 27 de agosto de 2019. El 26 de octubre de 2020, Hicks anunció que estaba trabajando en Ride On, su próxima novela gráfica, que sería publicada por First Second Books. Hicks ha ganado dos premios Eisner. En 2014, ganó en la categoría mejor publicación para niños por The Adventures of Superhero Girl. Luego, en 2019, ganó el premio Eisner a la mejor publicación para niños (de 9 a 12 años) por The Nameless City: The Divided Earth.

## Premios
- 2003: Premios Web Cartoonists' Choice, por Demonology 101:
  - Ganadora del premio a «Mejor escritura»
  - Ganadora del premio a «Mejor arte en blanco y negro»
  - Nominada a «Mejor arte»
  - Nominada a «Mejor desarrollo de personaje»
  - Nominada a «Mejor cómic de larga duración»
  - Nominada a «Mejor cómic dramático»
- 2004: Premios Web Cartoonists' Choice, por Demonology 101:
  - Ganadora del premio a «Mejor cómic dramático»
  - Ganadora del premio a «Mejor cómic de larga duración»
- 2008, por Zombies Calling:
  - Ganadora del premio Joe Shuster a «Creadora favorita de cómics canadienses - Publicaciones en inglés»[15]
  - Nominada al premio Joe Shuster a «Caricaturista destacada de cómics canadienses (Guionista/Artista)»[16]
- 2014:
  - Ganadora del premio Will Eisner a la Industria del Cómic de 2014 – Mejor publicación para niños por The Adventures of Superhero Girl[11]
  - Nominada dos veces a los premios Shuster 2013 en la categoría Premio Dragón (cómics para niños). Una nominación fue por su obra en solitario The Adventures of Superhero Girl y la otra por su colaboración con J. Bone en Bigfoot Boy volume 2.[17]
- 2019, por The Nameless City: The Divided Earth:
  - Ganadora del premio Will Eisner a la Industria del Cómic de 2019 – Mejor publicación para niños.[18]